# بنو شيبان
بنو شيبان بن ثعلبة هي قبيلة عربية تنتمي إلى قبائل بكر بن وائل تعيش في مناطق الجزيرة الفراتية في المشرق العربي ضمن العراق وسورية والأقاليم السورية الشمالية (تقع حاليا في جنوب شرق تركيا)، ينتشر كثير من أفرادها في بابل والنجف وذي قار والبصرة وواسط والمثنى والديوانية جنوب العراق. قال القلقشندي المتوفى سنة 821هـ/1418م في كتابه قلائد الجمان في التعريف بقبائل عرب الزمان "وإلى شيبان هؤلاء يُنسب معنُ بن زائدة الشيباني المشهور بالكرم وكان في أول الدولة العباسية وبقايا شيبان موجودة إلى الآن بالعراق وغيره.". وقال القلقشندي في كتابه نهاية الأرب في معرفة أنساب العرب "قال في العبر: وبنو شيبان هؤلاء بطنٌ متسع كثير الشعوب وكانت لهم كثرة في صدر الإسلام شرقي دجلة في جهات الموصل".

## نسب بني شيبان
ينتمي بنو شيبان إلى قبيلة بكر بن وائل العدنانية، وهم بنو شيبان بن ثعلبة بن عكابة بن صعب بن علي بن بكر بن وائل بن قاسط بن هنب بن أفصى بن دعمي ابن جديلة بن أسد بن ربيعة بن نزار بن معد بن عدنان.

### فروعهم

#### بنو محلم
ينتسبون الى محلم بن ذهل بن شيبان، ومن فروعهم:
- عوف
- عمرو
- ربيعة
- أبو ربيعة
- ثعلبة

#### بنو الحارث
ينتسبون إلى الحارث بن ذهل بن شيبان، ومن فروعهم:
- سيار
- مجدوع
- عمرو
- أبو عمرو
- عوف

#### بنو أبي ربيعة
هذا البطن يعتبر من أكبر بطون بني شيبان، وأكثرها شهرة ومكانة، وينتسبون الى أبي ربيعة بن ذهل بن شيبان، ومنهم حارثة ذو التاج الذي كان رئيس بكر وشيبان يوم اوارة إذ قابلت بكر وشيبان المنذر ملك الحيرة (514م - 554م).

#### بنو مرة
ينتسبون إلى مرة بن ذهل بن شيبان، ويعتبر أكثر بطون بني شيبان عدداً وسيادة، ومن أبرز شخصياتها هو جساس بن مرة بن ذهل قاتل كليب وائل، زعيم تغلب وربيعة، وهمام بن مرة، ومن فروعهم:
- سعد بن مرة
- دب بن مرة
- كسر بن مرة
- بجير بن مرة
- جندب بن مرة
- سيار بن مرة
- الحارث بن مرة
- بنو الشقيقة، سموا بهذا الاسم نسبة الى امهم الشقيقة بنت عباد بن زيد بن عوف بن ذهل بن شيبان.[10]

#### بنو ثعلبة
يعتبر هذا البطن قليل العدد وليس لهم شهرة كبيرة، ومن أشهرهم مصقلة بن هبير بن شبل بن يثربي بن امرئ القيس بن ربيعة بن مالك بن ثعلبة بن شيبان، وأخوه نعيم بن هيبرة.

## شخصيات تاريخية
- الإمام أحمد بن حنبل الشيباني (العراق).[12]
- هانئ بن مسعود الشيباني (العراق)
- خالد بن يزيد الشيباني (العراق)
- محمد بن الحسن الشيباني (العراق)
- ملبد بن حرملة الشيباني (العراق)
- أحمد بن يحيى الشيباني (العراق)
- شبيب الشيباني (العراق)
- الأخوة أبناء الأثير وأشهرهم ابن الأثير عز الدين الجزري الموصلي الشيباني
- المثنى بن حارثة الشيباني (العراق)
- حنظلة بن عمرو شيباني (العراق)
- طلعت الشيباني (العراق)
- مؤيد الشيباني (العراق)
- حريث بن حسان الشيباني (العراق)
- ابن أبي عاصم الشيباني (العراق)
- سعد بن إياس الشيباني (العراق)
- شهاب الدين الشيباني (العراق)
- يوسف بن يعقوب الشيباني (دمشق)
- إبراهيم بن أحمد الشيباني (العراق)
- عبد الله بن أحمد بن حنبل الشيباني (العراق)
- أبو بكر محمد بن عبد الله الشيباني (العراق)
- أبو عيسى خلاد بن خالد الشيباني (العراق)
- نعيم بن قيس الشيباني (العراق)
- علي بن محمد بن محمد بن عُقبة بن همَّام، أبو الحسن الشيباني
- بسطام بن قيس
- بسط بن قيس
- الحوفزان
- عبدالمسيح بن عسلة
- معن بن زائدة
- جساس بن مرة
- همام بن مرة
- الجليلة بنت مرة
- مرة بن همام

## روابط خارجية
- قراءة موسعة